# Albert Lebrun
Albert Lebrun (ur. 29 sierpnia 1871 w Mercy-le-Haut, zm. 6 marca 1950 w Paryżu) – francuski polityk, prezydent Francji w latach 1932–1940.

## Życiorys
Pochodził z rodziny chłopskiej osiadłej w Lotaryngii. W przeciwieństwie do brata Gabriela, który został rolnikiem, on ukończył paryską politechnikę z pierwszą lokatą w swoim roczniku i został inżynierem. Pracował jako profesor Wyższej Szkoły Handlowej. Porzucił tę pracę, aby w wieku 29 lat zostać politykiem.
W skład Izby Deputowanych wybrano go w 1890 z ramienia Lewicowej Partii Republikańskiej. W latach 1900–1920 był deputowanym z Lewicy Republikańskiej, w latach 1903–1905 sekretarzem Izby, a od 1913 wiceprezesem Izby Deputowanych.
Zanim został prezydentem pełnił wiele funkcji, m.in.: ministra kolonii w latach 1911–1914 w gabinetach Josepha Caillauxa i Raymonda Poincarégo, a następnie ministra do spraw terenów wyzwolonych. Był również ministrem wojny w gabinecie Poincarégo (1918), kolonii w gabinecie Gastona Doumergue'a (1913–1914), prezesem komisji budżetowej Izby (1916–1917), ministrem oswobodzonych prowincji w gabinecie Georges’a Clemenceau (1919), senatorem z Unii Republikańskiej (1920–1922). Następnie przystąpił do Sojuszu Demokratycznego i z jego ramienia wybrano go w roku 1920 do Senatu. Urząd senatora sprawował do 1922 roku, zostając później wiceprezesem senatu (1926–1927) oraz przewodniczącym w latach 1931–1932.
Lebrun został wybrany prezydentem w maju 1932 roku, po zabójstwie prezydenta Paula Doumera, i pełnił tę funkcję do upadku Francji w wyniku ofensywy niemieckiej. Był pierwszym prezydentem od czasów Jules’a Grévy’ego (1879–1887), jaki został wybrany ponownie (w roku 1939), lecz nie pełnił drugiej kadencji do końca.
W czasie inwazji niemieckiej opowiadał się za kontynuowaniem walki i chciał, wraz z premierem Paulem Reynaudem, przewodniczącym zgromadzenia narodowego Édouardem Herriotem i ówczesnym faktycznym szefem resortu obrony Charles'em de Gaulle’em, opuścić Francję i kontynuować wojnę z terenu Algierii i innych licznych francuskich posiadłości zamorskich. Zamiar ten był jak najbardziej wykonalny, albowiem Francja dysponowała prawie nienaruszoną flotą i mało zniszczonym lotnictwem, nie wspominając o żołnierzach, których można było ewakuować. Jednak projekt upadł w wyniku opozycji zwolenników zawieszenia broni, którzy po dymisji Reynauda zmusili prezydenta, by ustąpił z urzędu na rzecz marszałka Pétaina.
Lebrun został pozbawiony funkcji głowy państwa na rzecz szefa rządu Vichy (choć sam nigdy oficjalnie nie złożył urzędu), a następnie aresztowany i internowany przez Niemców na zamku w Tyrolu wraz z innymi „prominentnymi jeńcami” Hitlera. Zwolniony z powodów zdrowotnych w 1943 roku powrócił do kraju.
Po wyzwoleniu Francji uznał przywództwo gen. Charles’a de Gaulle’a. Zmarł w Paryżu.

## Odznaczenia
- Order Orła Białego (1932)
- Wielki Krzyż Orderu Łaźni (1938)[2]
- Order Najwyższy Chrystusa (1935)[3]